# Teri Baaton Mein Aisa Uljha Jiya
Teri Baaton Mein Aisa Uljha Jiya (en español: Me enredé tanto en tus palabras) es una comedia romántica india de ciencia ficción en hindi de 2024 protagonizada por Shahid Kapoor y Kriti Sanon. La película está escrita y dirigida por Amit Joshi y Aradhana Sah, en sus debuts como directores, y producida por Maddock Films y Jio Studios.
La fotografía principal comenzó en octubre de 2022 y finalizó en abril de 2023. La película se estrenó en cines el 9 de febrero de 2024 con críticas mixtas a positivas por parte de los críticos.Se convirtió en la séptima película india más taquillera de 2024.

## Trama
Aryan Agnihotri es un ingeniero en robótica inteligente nacido en Delhi y radicado en Mumbai, siguiendo a su tía, Urmila Shukla, quien tiene su propia empresa, E-Robotics, en California. Ella lo invita a Estados Unidos, donde finalmente conoce al robot femenino súper inteligente Automatizado alias SIFRA, la secretaria de Urmila, que parece y se comporta como un humano, un hecho que él desconoce. Se enamora de ella, pero luego descubre que en realidad es un robot y su tía utiliza una estrategia para probar si los humanos pueden distinguir a SIFRA de ellos mismos.
Con el corazón roto, regresa a la India y acepta un matrimonio arreglado. Sin embargo, cuando se da cuenta de su amor por SIFRA, decide escabullirse de la ceremonia de compromiso y es atrapado por su abuelo, quien le sugiere seguir su corazón y le asegura que se encargará de la familia en su ausencia. Aryan desea que SIFRA esté en la India para poder presentarla a su familia; llama a su tía para pedirle que la envíe a la India para realizar más "pruebas" con una familia india tradicional. Ella acepta y la envía a la India, donde Aryan la presenta a su familia como su novia, lo que lleva a numerosas situaciones cómicas.
La familia de Aryan, sin saber que ella es un robot, acepta su matrimonio. Antes de su boda, instala una actualización defectuosa plagada de un virus que corrompe su memoria y le hace olvidar todo. Aryan llama a su tía para pedirle ayuda y ella le envía una copia de seguridad de la memoria que Aryan instala, lo que le permite recuperarla con éxito. Urmila, que desconocía las intenciones de Aryan de casarse con ella, se opone a él tras saber la verdad y le ordena que la devuelva ya que es la propiedad intelectual de su empresa. Logra convencer a su tía después de una emotiva conversación, quien accede a dejar que se quede con ella.
El día de su boda, se produce un apagón mientras SIFRA se está cargando, lo que provoca un mal funcionamiento. Su discurso se distorsiona y los movimientos comienzan a fallar mientras realiza órdenes que le dieron anteriormente y que fueron retiradas, una de ellas fue "prender fuego a Delhi". Al observar la destrucción causada por ella, un ario desconsolado no tiene más remedio que detenerla, en última instancia cortándole la cara con una espada, lo que revela su funcionamiento técnico interno, y se da cuenta de que, aunque parece humana, puede nunca serlo realmente.
Algún tiempo después, Urmila lanza una serie de robots, entre ellos SIFRA 2.0. La nueva SIFRA tiene su memoria y configuración formateadas y Aryan ya no es su administradora. Jiah, un nuevo interno, se acerca a Aryan y coquetea con él. Al observar su vínculo, la nueva SIFRA comienza a sentirse celosa y Aryan nota sus emociones, sorprendida al darse cuenta de que ahora puede tener sus propios sentimientos.

## Elenco
- Shahid Kapoor como ario "Aaru" Agnihotri.
- Kriti Sanon como SIFRA (Automatización de robots femeninos súper inteligentes).
- Dharmendra como Jai Singh Agnihotri (abuelo de Aryan Agnihotri).
- Dimple Kapadia como Urmila Shukla (tía de Aryan Agnihotri).
- Rakesh Bedi como papá.
- Anubha Fatehpuria como Sharmila Agnihotri (madre de Aryan Agnihotri).
- Rajesh Kumar como mamá.
- Raashul Tandon como Pappu.
- Grusha Kapoor como Bua.
- Brijbhushan Shukla como Foofa.
- Ashish Verma como Monty.
- Maahi Raj Jain como Tim Tim.
- Shaunak Duggal como Chintu.
- Shivaani Sopuri como Pammi.
- Chittransh como Kapil.
- Amisha Thakur como Myra.
- Rajan Kavatra como inspector Gupta.
- Manish Kumar como el agente Gujjar.
- Abhishek Gaikwad como Dubey Ji.
- Kamal Chellani como Vishal.
- Suryansh Mishra como Kushal.
- Snehal Shidam como Mangla.
- Rajan Tiwari como Pandit Ji.
- Janhvi Kapoor como Jiah (aparición especial).

## Producción
En agosto de 2022, Shahid Kapoor y Kriti Sanon firmaron para protagonizar la próxima comedia romántica de robots de Dinesh Vijan. La producción comenzó en octubre de 2022 y finalizó en abril de 2023. El título de la película Teri Baaton Mein Aisa Uljha Jiya se reveló en enero de 2024.

## Banda sonora
La música de Teri Baaton Mein Aisa Uljha Jiya está compuesto por Tanishk Bagchi, Sachin–Jigar, Raghav, Mitraz, Talwiinder, MC Cuadrado y NDS. El primer solo titulado "Laal Peeli Akhiyaan", una adaptación de un Rajasthani canción del mismo nombre, estuvo liberado el 12 de enero de 2024. El segundo solo, un remake de "Gulaab" por Mitraz, "Akhiyaan Gulaab" estuvo liberado el 24 de enero de 2024.
La canción "Teri Baaton Mein Aisa Uljha Jiya (Pista de Título)" era un remake de la canción "Teri Baaton (Vuestras Palabras)" del 2004 álbum Storyteller por el cantante canadiense Raghav. El cuarto solo titulado "Tum Se" estuvo liberado el 2 de febrero de 2024. El quinto solo, un remake de "Gallan 4" por Talwiinder llamó "Gallan" liberó el 13 de febrero de 2024.

| Track listing |                                                  |                                    |          |  |
| N.º           | Título                                           | Singer(s)                          | Duración |  |
| 3.            | «Gallan»                                         | Raghav, Tanishk Bagchi, Asees Kaur |          |  |
| 16.           | «Teri Baaton Mein Aisa Uljha Jiya (Title Track)» |                                    |          |  |
| 18.           | «Laal Peeli Akhiyaan»                            |                                    |          |  |

## Emisión

### Teatral
Teri Baaton Mein Aisa Uljha Jiya, cuyo estreno estaba previsto inicialmente para el 7 de diciembre de 2023, finalmente se estrenó el 9 de febrero de 2024, coincidiendo con el fin de semana del  Día de San Valentín.

### Medios domésticos
La película se estrenó en Amazon Prime Video a partir del 5 de abril de 2024.

### Continuación
Al final de la película, cuando SIFRA (Sanon) comienza a sentir celos y Aryan nota sus emociones, se demostró claramente que pronto habrá una secuela.

## Recepción

### Respuesta crítica
Teri Baaton Mein Aisa Uljha Jiya recibió críticas mixtas a positivas de los críticos. En el sitio web de reseñas Rotten Tomatoes, el 43% de las 14 reseñas de los críticos son positivas, con la calificación promedio de 5.4/10.
Anupama Chopra, en su reseña para Film Companion, dijo que «Teri Baaton Mein Aisa Uljha Jiya es una película atractiva con locaciones en el extranjero, canciones de playa y shaadi, ropa elegante y casas y oficinas amplias. Las superficies brillan. Deseo la escritura había coincidido». En una opinión similar, Saibal Chatterjee de NDTV calificó la película con 1,5/5 y opinó: «Una vez que la novedad de la noción desaparece - y eso sucede bastante rápido - hay poco que ofrecer aquí, salvo el hecho de que esta es la primera vez que Shahid Kapoor y Kriti Sanon se han unido».
Anuj Kumar de The Hindu tuvo una respuesta más tibia a la película, reseñando que «Shahid Kapoor y Kriti Sanon se someten a una idea fantástica que no alcanza su potencial, pero proporciona momentos de diversión inofensiva mientras investiga el estado de las cosas en romance moderno». Titas Chowdhury de Indiana Express calificó la película con un 3/5 y elogió la "química brillante" de Kapoor y Sanon.
Un crítico de Bollywood Hungama dio 2,5 de 5 estrellas y escribió: «Teri Baaton Mein Aisa Uljha Jiya se basa en las excelentes actuaciones, pero sufre debido a la escritura y un clímax abrupto». Shubhra Gupta del Indian Express calificó la película con 2 de 5 estrellas y afirmó que «Shahid Kapoor y Kriti Sanon ofrecen una película confusa que combina tropos de ciencia ficción con un blando drama familiar indio».

## Taquillas
La película recaudó 96,29 millones de rupias en India y 37,35 millones de rupias en el extranjero, por un total mundial de 133,64 millones de rupias.